# Chesneya gracilis
Chesneya gracilis là một loài thực vật có hoa trong họ Đậu. Loài này được (Boriss.) Kamelin miêu tả khoa học đầu tiên.